# 静岡県立中央図書館
静岡県立中央図書館（）は、静岡市駿河区谷田にある公共図書館。静岡県が図書館法に基づき設置している。
「調べる・考える・解決する」をスローガンに、レファレンスを軸とした静岡県内127館の図書館のネットワークづくり、資料の永年保存、地域資料の情報収集などを行い、県内図書館の中核として市町立図書館を支援している。静岡県立美術館に隣接し、近隣に静岡県立大学がある。
2017年（平成29年）4月から実施された長寿命化改修の可能性調査により、2階閲覧室床部（1階書庫の天井部）にひび割れが発見され、同年7月4日から臨時休館となっていたが、同年8月1日から一部入館と資料閲覧を再開し、2018年（平成30年）1月からは事前予約資料の受け取りに関して個人利用者への貸出業務を再開している。

## 歴史

### 前史（明治期）
1886年（明治19年）、第3代静岡県県令・関口隆吉が、自己の蔵書を中心に公開図書館「久能文庫」を企画するも、関口の急逝により実現せず。。
1907年（明治40年）、柴田普門、松岡友吉、三浦元利の尽力で最初の公開通俗図書館・私立丁未図書館が、静岡市安西の瑞光寺内に開設。
1910年（明治43年）、静岡市教育会が、市第二尋常小学校内に通俗図書館を開設。これに伴い上記の・私立丁未図書館は蔵書を通俗図書館に寄贈し閉館。。
1910年（明治43年）9月、静岡市城内に静岡県教育会附設図書館が開設。上記の通俗図書館もこれに合併。

### 静岡県立葵文庫の開館まで

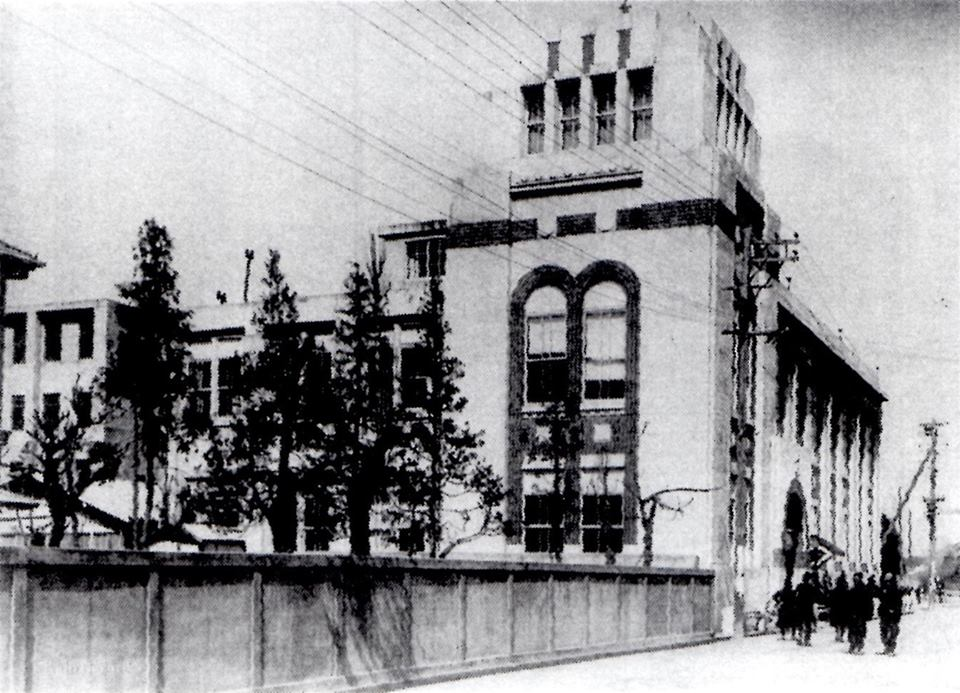
開館当初の県立葵文庫（1925年）

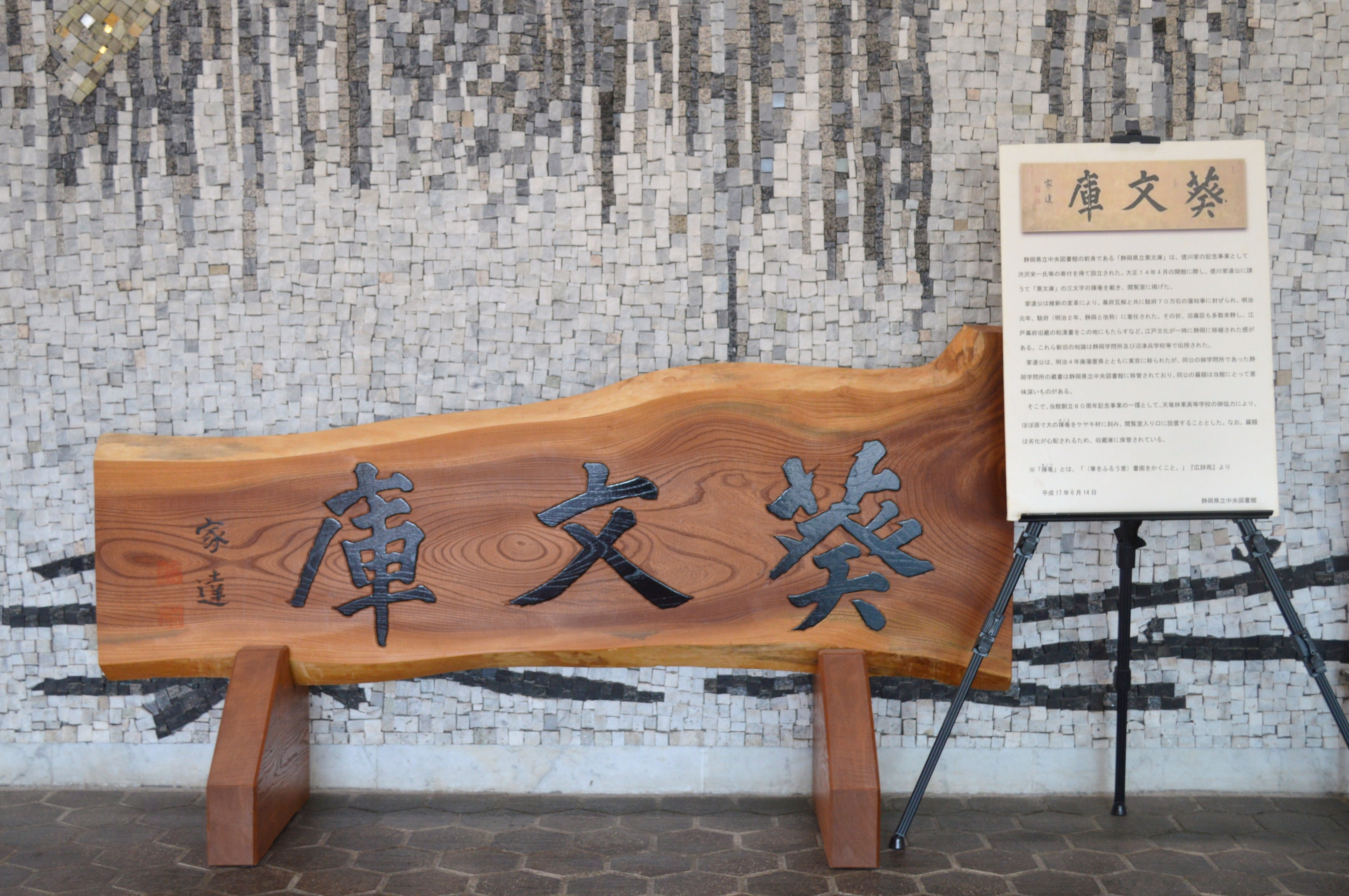
開館時に館内に掲げられたという、徳川家第16代当主徳川家達書による扁額（レプリカ）

1919年（大正8年）8月、第17代静岡県県令・関屋貞三郎が、県立図書館設立を決意。
1921年（大正10年）3月、「葵文庫設立趣意並計画概要」発表。
1921年（大正10年）11月17日、徳川家の記念事業として、静岡県知事・関屋貞三郎の相談を受けた渋沢栄一が斡旋を行って集めた寄付により、県立図書館の設立提案が県会に議決される。設立費17万円。
1922年（大正11年）11月、静岡市追手町249番地に静岡県葵文庫の設立認可。
1923年（大正12年）12月、起工。
1924年（大正13年）10月、竣工。
1924年（大正13年）10月30日、貞松修蔵が静岡県立葵文庫の初代文庫長に就任し、開館準備事務を開始。静岡県教育会附設図書館の全ての蔵書は葵文庫に寄贈され、静岡県教育会附設図書館は閉館。
1925年（大正14年）4月1日、静岡県立葵文庫が開館。（蔵書22,000冊、職員16名）。
開館記念講演は関口隆吉の子・新村出による「葵文庫の歴史的背景と其将来」。
春夏季は午前8時から午後9時、秋冬季は午前9時から午後9時と労働者の夜間の来館に配慮した開館時間を設定し、使用料3円を納付すると交付される「図書携出特許証」により図書貸出を行った。
「館内閲覧」「貸出」「巡回文庫」「講座」を事業の4本柱として活動を開始し、「公衆に図書を閲覧させること」を使命としていた。

### 静岡県立葵文庫の開館後
1929年（昭和4年）、山梨稲川の百年祭の記念事業として、山梨稲川集全4冊を刊行。
1930年（昭和5年）5月28日、昭和天皇が葵文庫に行幸。これは、地方の公私立の図書館で初めてのことであった。
1935年（昭和8年）9月、図書館令改正により、葵文庫が静岡県の中央図書館に指定される。これにより県内の図書館を指導する権限が付与され、運営や蔵書整理、講習会の開催などで町村図書館の指導育成を行った。
1936年（昭和11年）3月、静岡県立葵文庫の初代文庫長の貞松修蔵が、退任。

### 静岡県立葵文庫の開館後（戦中・戦後）
1937年（昭和12年）日中戦争の勃発以来、図書と図書館の機能が国論の統一と国策の徹底に利用されることになった。
1941年（昭和16年）太平洋戦争に拡大すると、戦時体制が一層強化され、国民思想指導に基づく読書指導が図書館最大の任務となり、葵文庫においても戦時読書指導者協議会が行われる。展覧会や講演も、国体、時局、軍事に関するもののみ開催された。
1945年（昭和20年）3月、太平洋戦争の戦局が悪化に伴い貴重図書を市外7か所に疎開。
1945年（昭和20年）6月、空襲を受けて講堂その他を焼失するも、加藤忠雄館長（当時）の消火活動などが功を奏し、書庫は無事だったため基本図書は守られた。
戦後
1946年（昭和21年）、疎開してあった貴重図書を回収し、活動を再開。戦時中は規制されていた活字を求めて、毎日多くの人が来館したという。
1948年（昭和23年）、占領軍総司令部民間情報局が、静岡CIE図書館（のちにアメリカ文化センターと改称）を設立。
1953年（昭和28年）、上記の静岡CIE図書館（のちにアメリカ文化センターと改称）が、葵文庫に分館として併置。

### 静岡県立葵文庫→静岡県立中央図書館葵文庫へ名称変更
1956年（昭和31年）、図書館法に従って静岡県立中央図書館葵文庫に名称変更。

### 移転　兼　名称変更まで（静岡県立中央図書館葵文庫（葵区追手町）→静岡県立中央図書館（駿河区谷田））
1960年代になると老朽化が問題となり、図書館の移転新築の要望が起こる。
1963年（昭和38年）、県政の重点施策として草薙地区に図書館、美術館兼博物館、体育館、音楽ホールを内包する大規模文化エリア「県文化センター」の建設構想がまとめられる。
1960年度（昭和40年度）、県の広報課に文化センター建設準備室を設置。教育委員会は新図書館研究委員会を設けて、調査研究に入る。
1961年（昭和41年）8月、企画調整部長の意見聴取に対し同研究委員会による成果物「新図書館の望ましい姿」を教育長名で回答。
1962年（昭和42年）9月、県会の議決を得て、12月に着工。
1970年（昭和45年）4月、名称変更と準備期間を経て、現在地の駿河区谷田に移転し、静岡県立中央図書館が開館。初代館長は高林静夫。
※静岡市追手町249番地の跡地の建物は、1969年（昭和44年）に改修工事を行い静岡市立図書館として開館。その後この静岡市立図書館は、1984年（昭和59年）に静岡市大岩の城北公園内に移転し、静岡市追手町249番地の跡地の建物は後に取り壊される。）

### 移転　兼　名称変更後（静岡県立中央図書館葵文庫（葵区追手町）→静岡県立中央図書館（駿河区谷田））
1986年（昭和61年）、隣接地に静岡県立美術館が開館。
1994年（平成6年）、電算システムを導入し、業務を開始。
1997年度（平成9年度）、かつては年間20万人あった入館者数が、15万人まで落ち込み、それに伴い、貸出数も減少し資料費も減額される。当時の静岡県立図書館は、職員数、資料費、所蔵冊数等が全国的に最下位に近く、県内の市町立図書館の格差もあり、貧しい図書館事情にあった。
1998年（平成10年）4月、鈴木善彦が館長として着任すると、利用率の低下と予算の減額の悪循環を断ち切るべく、「開かれた図書館」「信頼される図書館」「成長し続ける図書館」を3つの基本理念に据えて、3年間にわたり計画的・持続的な改革が行われた。
具体的には、貸出冊数の増加や、貸出可能図書の範囲拡大、県外在住者への規制緩和、開館時間延長など、「調査研究活動の支援」から「県民の学習活動の支援」へサービスの重点を見直し、利用者に見える形での実践を行った。
こうした県立図書館側の変化は、県民の心も動かし、図書館協議会委員が立ち上げた「県立図書館サポーターネットワーク」を中心とした、減額の危機にあった予算の獲得のための署名活動が行われ、署名は2か月で1万数千名分が集まり、賛同団体29、賛同人124名によって要望書が知事に届けられ、これにより、7千万円の予定だった資料費は、2001年度（平成13年度）には1億円にまで大幅増額が実現した。
1998年（平成10年）、「静岡県年生涯学習情報提供システム：マナビット」をインターネット化、静岡県立中央図書館ウェブサイト開設。
2000年（平成12年）、「デジタル葵文庫」構築。
2001年（平成13年）4月、図書館協議会より要望のあった児童図書の購入が開始。
2004年（平成16年）6月、「子ども図書研究室」が開設。
2004年（平成16年）、「静岡県横断検索システム：おうだんくん」構築。
2007年度（平成19年度）、中国浙江図書館と姉妹図書館関係を結び、研修員の受け入れや資料の交換を行う。※外部機関との連携として継続して行っており、静岡県立美術館、静岡県埋蔵文化財調査研究所（現在の静岡県埋蔵文化財センター）、静岡県立大学と4機関で始めた「ムセイオン静岡」と呼ぶ文化の情報発信の協働も行われている。
2015年（平成27年）、創立90周年をむかえ、記念事業を実施。
2015年（平成27年）6月2日、富士山に関する情報発信強化を目的とし、山梨県立図書館と、富士山に関する資料の相互利用に関して、3年間の連携協定を結んでいる。

### 静岡県立中央図書館（駿河区谷田）の老朽化と新図書館の構想
2016年（平成28年）11月16日、静岡図書館友の会により、老朽化が進む静岡県立中央図書館の新館建設と今後の図書館サービスについての期待を盛り込んだ「静岡県立図書館の新館建設についての要望書」が静岡県教育長に提出される。
2017年（平成29年）4月～6月、長寿命化改修の可能性等を検討する施設調査を実施し、資料棟2階閲覧室の床（1階書庫の天井部）に積載荷重と劣化によるひび割れがある事が判明。
2017年（平成29年）、静岡県教育委員会は、利用者の安全確保に万全を期すため7月4日から3〜4ヶ月程度の臨時休館を決定、館内の所蔵資料を一旦移動させ主因となった荷重超過の状態を解消した上で、再度詳しい調査を行い対策を検討するとした。開館以来、前例のない全職員による大幅な蔵書移動が行われるなか
2017年（平成29年）9月25日、静岡県議会代表質問において、川勝平太静岡県知事がJR東静岡駅南側に計画中の『文化力の拠点』に全面移転すると答弁を行い、新館基本構想策定に向けた各種協議や会議が行われる。
2018年（平成30年）3月19日、静岡県教育委員会定例会で、新図書館の基本構想案が承認される。
2024年11月13日、JR東静岡駅南側への新図書館の建設に関し、2024年10月中旬から募集し2024年度中の契約を目指していた建設工事入札に応募が全くなく入札不調に終わったことが、静岡県教育委員会の会見にて発表される。

## 特殊コレクション
葵文庫、久能文庫、上村順太郎収集浮世絵コレクションの資料は全て電子化が完了しており、公式ウェブサイト上のデジタルライブラリー「ふじのくにアーカイブ」で公開されている。閲覧だけでなく、PDFファイルのダウンロードも可能となっている。

### 葵文庫

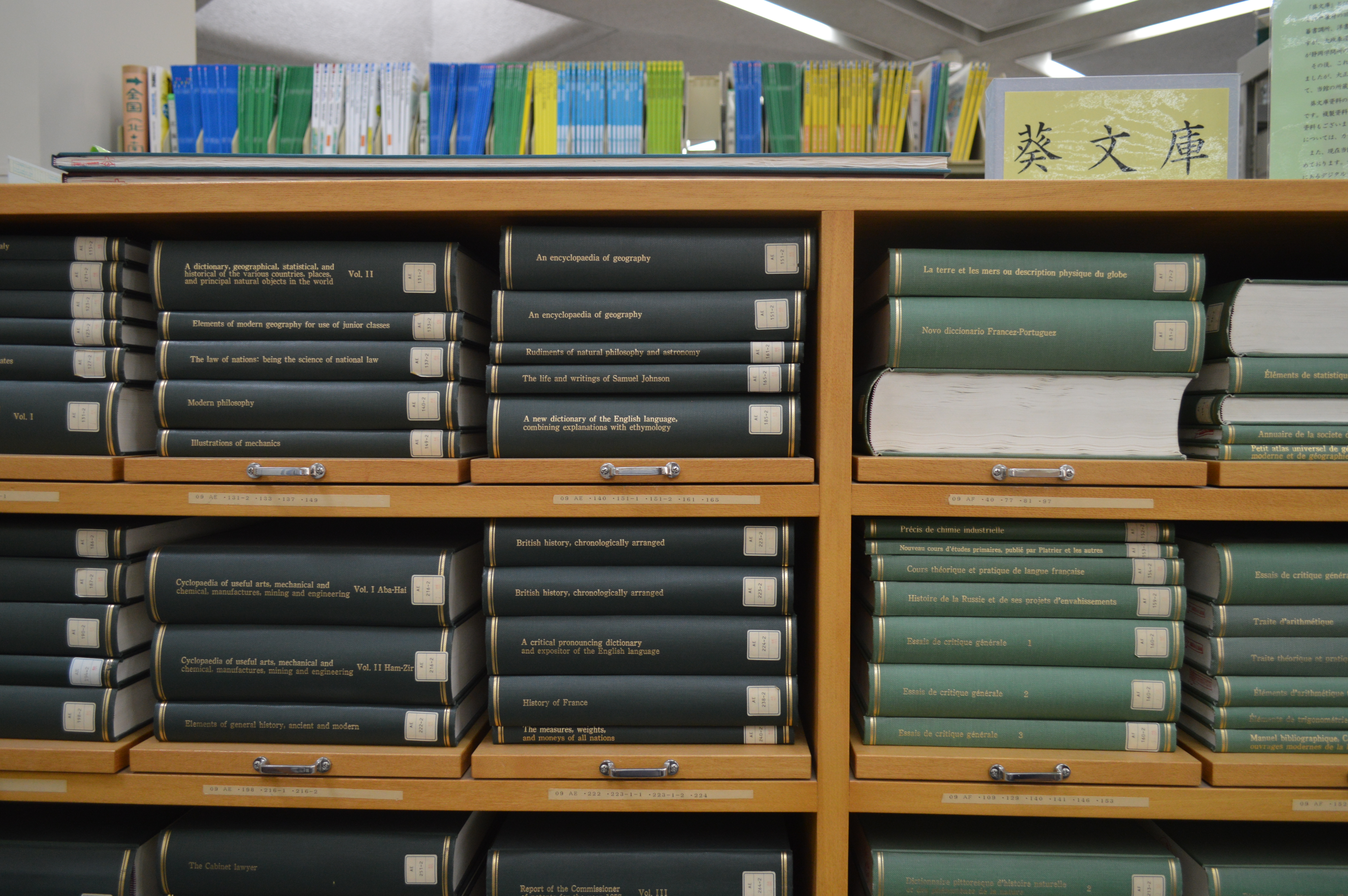
葵文庫

江戸幕府が崩壊し、駿府藩に移封となった徳川氏やその家臣たちは、幕府の公的機関が所有していた膨大な貴重資料を集めた教育施設「静岡学問所」を設立した。この学問所は幕臣関係者のみならず、希望者は誰でも就学可能であり、海外から教師を招へいするなど、先進的な教育を行っていた。学制の発布などの影響で学問所が閉鎖した後、駿府学校、静岡学校、静岡県師範学校を経て、その蔵書が引き継がれる形で、静岡県立葵文庫を設立した。徳川家記念事業として設立されたことにより、同家の家紋にちなんで命名されている。 1969年（昭和44年）、静岡県立図書館が静岡市谷田に移転すると、館名から葵文庫の名は除かれたが、蔵書は特殊コレクションとして引き継がれた。
多くの異なる所有元から引き継がれ収集されているため、コレクション全体を俯瞰することにより、江戸幕府が当時西洋の学問や最新技術の研究を行っていたことや、明治初頭の近代教育の様子などがうかがえる。和漢書は1,261冊、「昌平坂学問所」「箱館御役所」「諸術調所」などに由来し、代表的なものに後陽成天皇が印刷させた『論語』、百科事典『厚生新編』、蝦夷地の地図などがある。洋書は2,325冊、「蕃書調所」「洋書調所」「開成所」「外国方」などからのもので、内容は法律、経済、政治学から地図、歴史、物理、数学、反射炉の製図まで多岐にわたる。また、ピカードの『英蘭辞書』、日本初のドイツ語辞書『官版独逸単語篇』など外国語の辞書も多く、兵術や戦術、軍事関係の技術書も多く収蔵している。和漢書・洋書あわせて3,586冊からなるコレクションである。
2014年（平成26年）、映画「疎開した40万冊の図書」（2013年公開、金高謙二監督）の上映が契機となり、元静岡県立中央図書館職員の田中文雄が、「葵文庫」蔵書の戦時中の疎開先の調査を行った。その結果、行政資料の中に、戦時中の文庫長・加藤忠雄による「昭和20年度 事務室日記」が発見され、国民学校4校と民家2軒に蔵書が運搬されたことが判明した。同調査では、空襲により蔵書を焼失した市民の署名や拇印がある「免除届」も発見され、約1,500冊が貸出先で焼失されたことが分かっている。田中は、2015年（平成27年）10月に創立90周年記念事業「葵レク 貴重書講座」にて、その調査研究の成果を発表している。

### 久能文庫
第3代静岡県県令・関口隆吉が図書館設置を目指して収集した図書・文書・記録類835部2,454冊からなる。隆吉が事故により急逝した後、久能山東照宮に保管されていたが、1924年（大正13年）、隆吉の長男・関口荘吉により県立図書館に寄贈され、「久能文庫」と名付けられた。以降、関口家から1929年（昭和4年）、1981年（昭和56年）、1984年（昭和59年）と、3回にわたり寄贈があった。関口は、欧米諸国を例にして、過去の古い資料が学問において尊重されていることを重視し、1886年（明治19年）当時の静岡県にとって有用な情報資源となる歴史、地理、統計、法律など諸分野の資料を網羅的に収集することを目的に掲げ、構想した。図書は徳川氏関係のものや、軍事、外交、農業をテーマとしたものが中心で、三条実美、大久保利通、伊藤博文、勝海舟、山岡鉄舟らの書簡文書も含まれる。

### 上村順太郎収集浮世絵コレクション
上村五郎、上村順太郎が集めた江戸時代から明治までの浮世絵（錦絵）などの版画類約 5,100枚のコレクション。

### 草柳大蔵コーナー

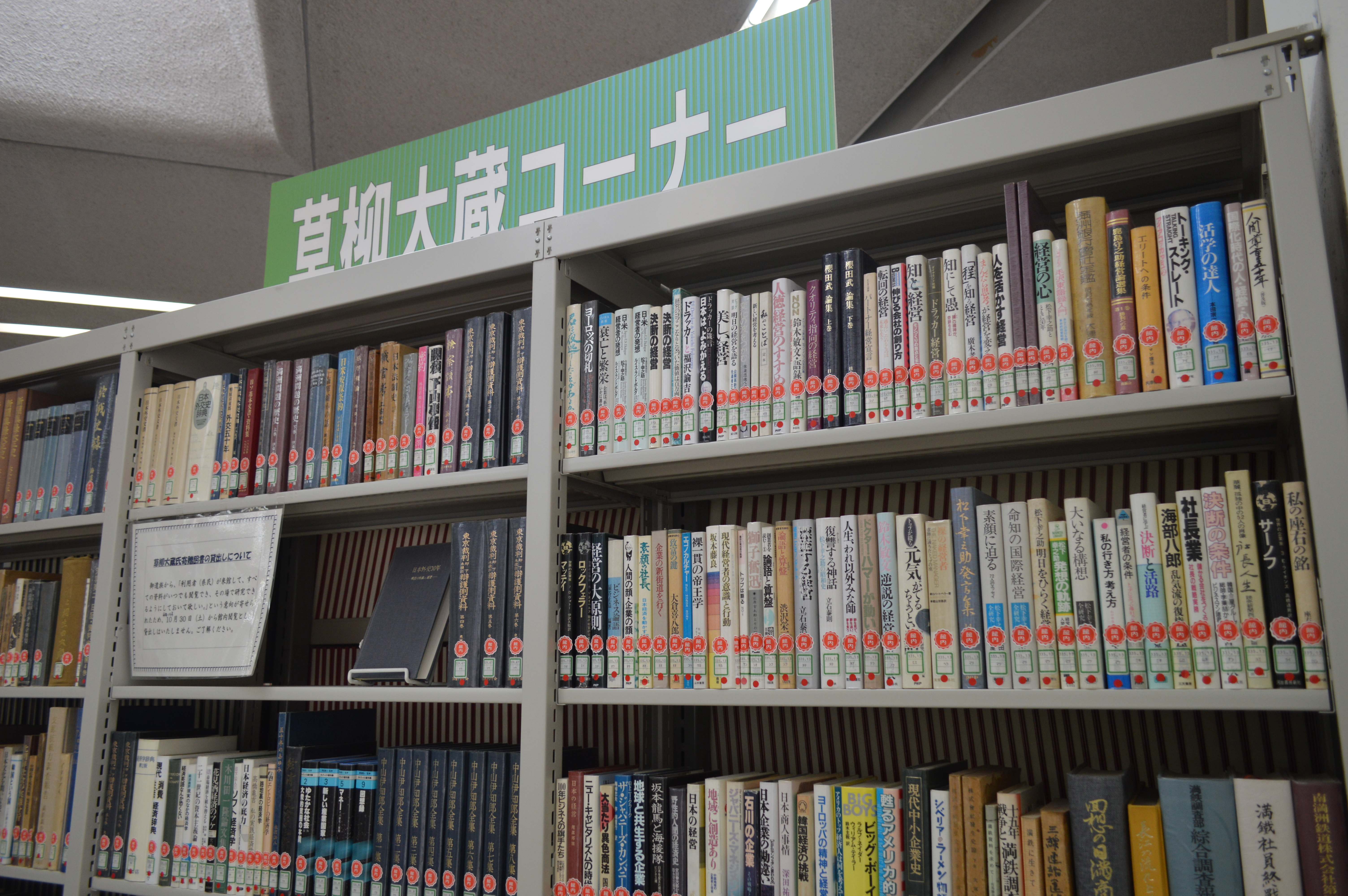
草柳大蔵コーナー

静岡県ゆかりのジャーナリスト、草柳大蔵の蔵書7,148冊の蔵書を集めたコーナー。2003年（平成15年）3月に妻の草柳アキから県に寄贈された。
蔵書は、社会科学、人文科学の分野が中心。草柳が著書の『実録満鉄調査部』を執筆する際に参考にしたという「満州読本」などの貴重書もある。利用は館内閲覧のみ。

### 浙江省文庫

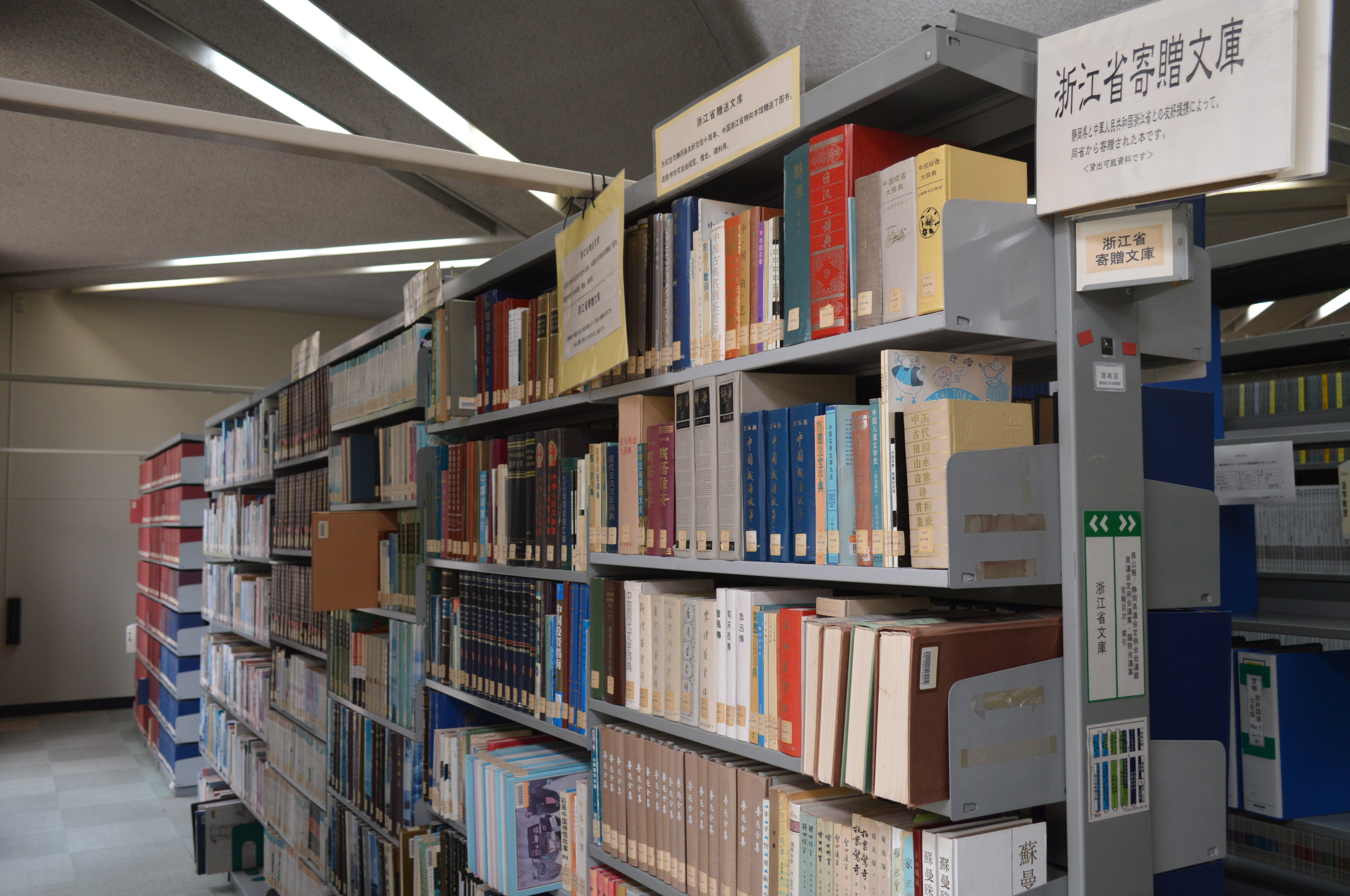
浙江省文庫

静岡県は中国浙江省と友好提携を結んでおり、1998年（平成10年）以来、同省から書籍の寄贈があった。2007年（平成19年）に友好提携25周年を記念する交流事業の一環であらたに寄贈を受けると、静岡県立中央図書館で閲覧するために排架された。また、9月18日から半年間、浙江図書館の職員を海外技術研修員として受け入れた。同年10月26日に、浙江図書館で「静岡県立中央図書館と浙江図書館に関する姉妹図書館締結の意向書」を、さらに2009年（平成21年）2月24日、静岡県立中央図書館で「静岡県立中央図書館と浙江図書館との友好提携書」を締結し、資料の交換を行い、静岡県立中央図書館では「浙江省文庫」、浙江図書館では「静岡文庫」として排架し、展示なども行うとした。以後も継続して図書交換が行われている。友好提携35周年をむかえた2017年（平成29年）には、5月25日から2か月にわたり記念展示を行った。

## 事業・取り組みなど

### ビジネスコーナー

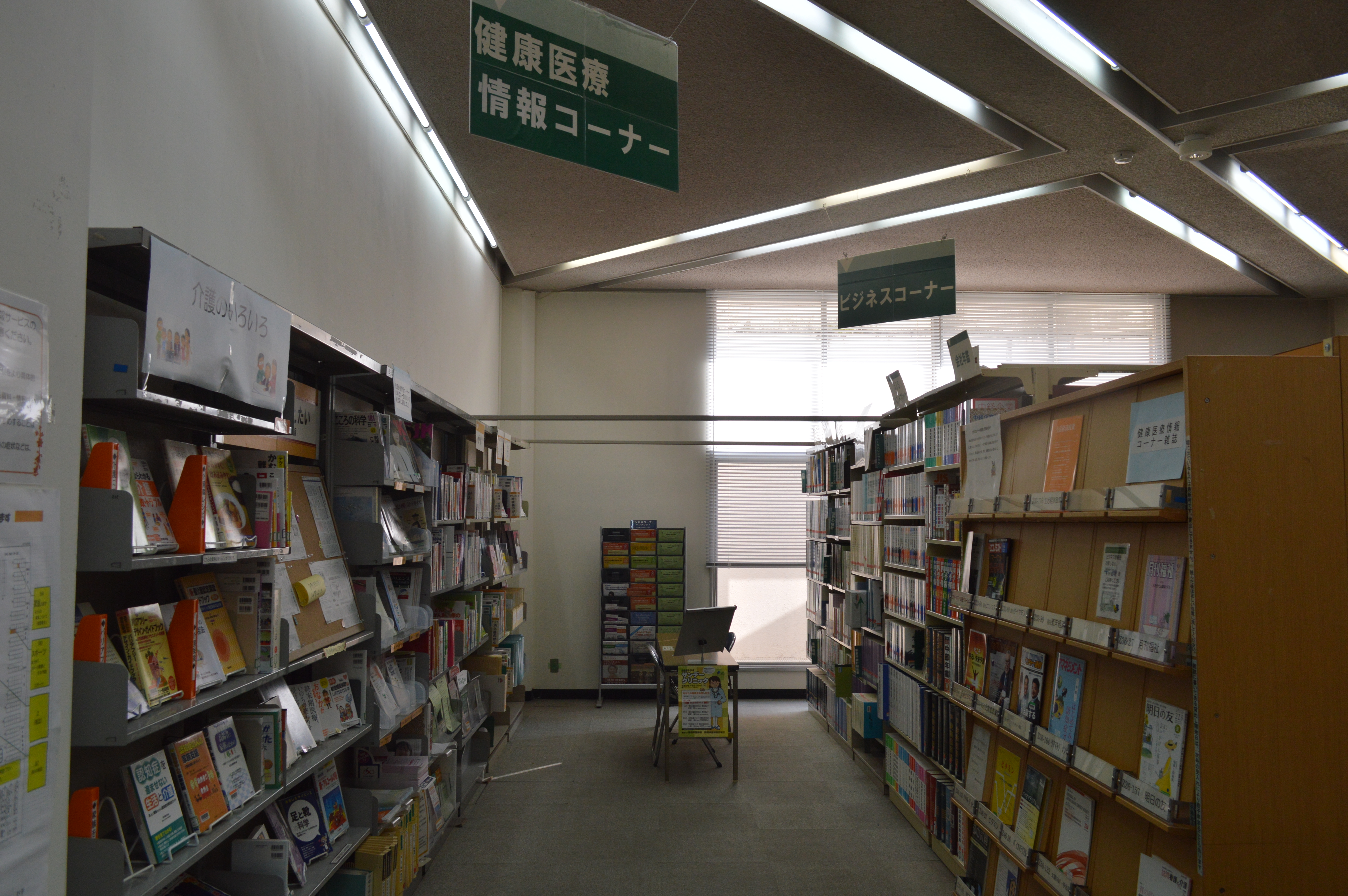
【奥】ビジネスコーナー【手前】健康医療情報コーナー

2003年（平成15年）7月2日にレファレンスコーナーの一部を使い開設。2004年（平成16年）には、ビジネスサービス委員会、「静岡県ビジネス支援図書館連絡協議会」が設置され、静岡県中部地区SOHO推進協議会のSOHOしずおかの協力のもと、全5回の連続講座「図書館活用・ビジネスセミナー」を行った（2007年度まで実施）。同年11月には、静岡県ビジネス支援図書館連絡協議会による提言書「静岡県における図書館のビジネス支援政策について」をまとめ、静岡県教育長に提出する。2006年（平成18年）3月の『図書館のビジネス支援　はじめの一歩』発行をもって、協議会は解散している。
コーナーは健康医療情報コーナーに隣接し、企業情報、会社史、白書をはじめ、JISハンドブックや業界情報、統計に関する資料を揃えている。

### 健康医療情報コーナー
2011年（平成23年）7月9日に開設。テーマに沿った特集展示や、関連書籍をそろえるほか、健康・医療情報に関する新聞記事の切抜や、患者会の資料やパンフレットも配置している。静岡県看護協会と連携し、健康相談会「まちの保健室」も館内で開催している。

### 子ども図書研究室
2004年（平成16年）6月18日開室。県内の子どもの読書活動推進や、子どもと本とを結ぶ活動に関わる人々の研究を支援し、コミック、ゲーム攻略本、学習参考書を除く児童図書の全点購入、参考図書の収集・保存を行っている。これは、2001年（平成13年）12月の「子どもの読書活動の推進に関する法律」の施行と、2002年（平成14年）の「子ども読書活動の推進に関する基本的な計画について」の通知を受けて公表された「静岡県子ども読書活動推進計画」（平成16年1月）に基づくものである。2012年（平成24年）にリニューアル後は、子ども図書研究室の一部の複本資料（約1万冊）について個人への貸出も行っている。

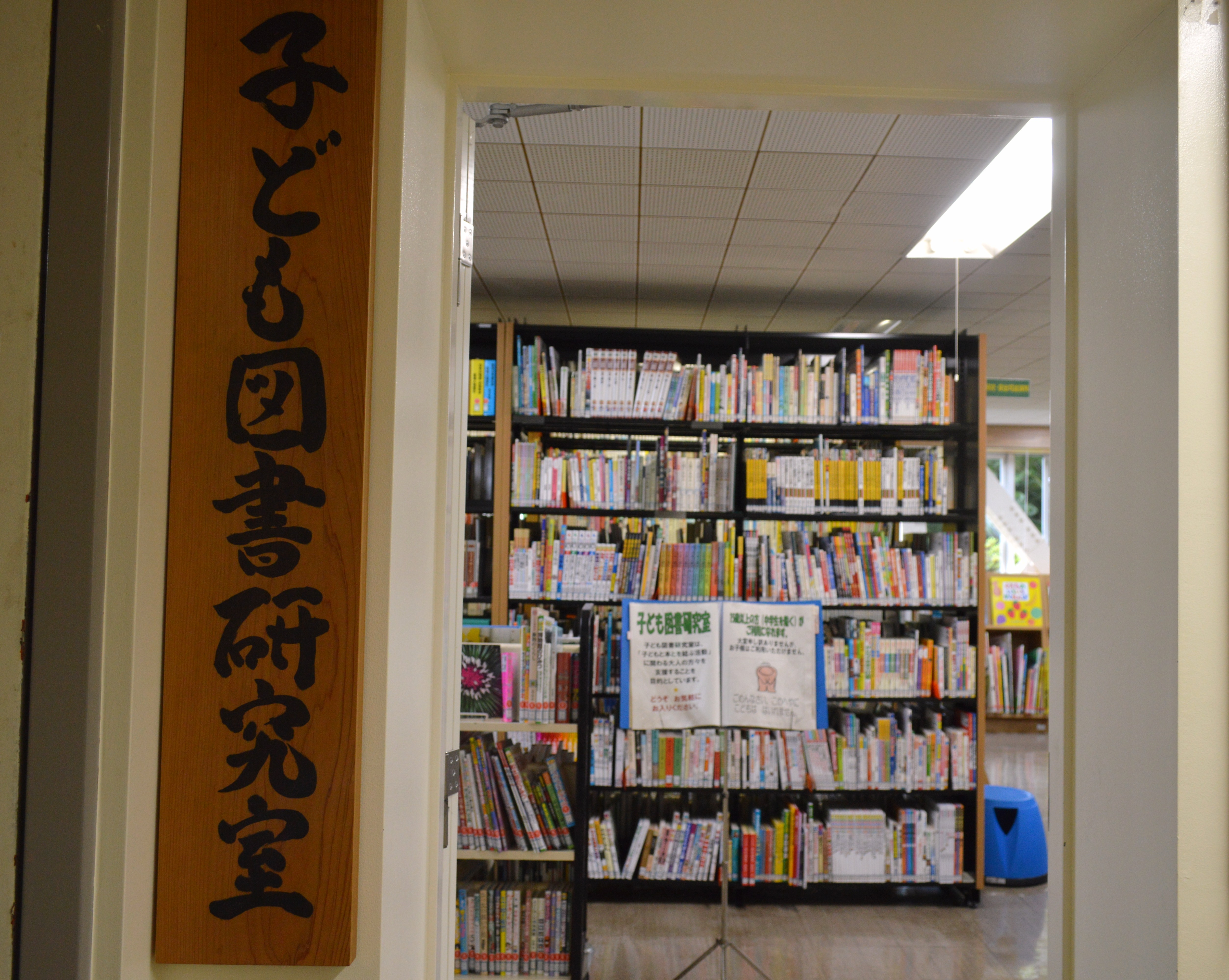
子ども図書研究室入口
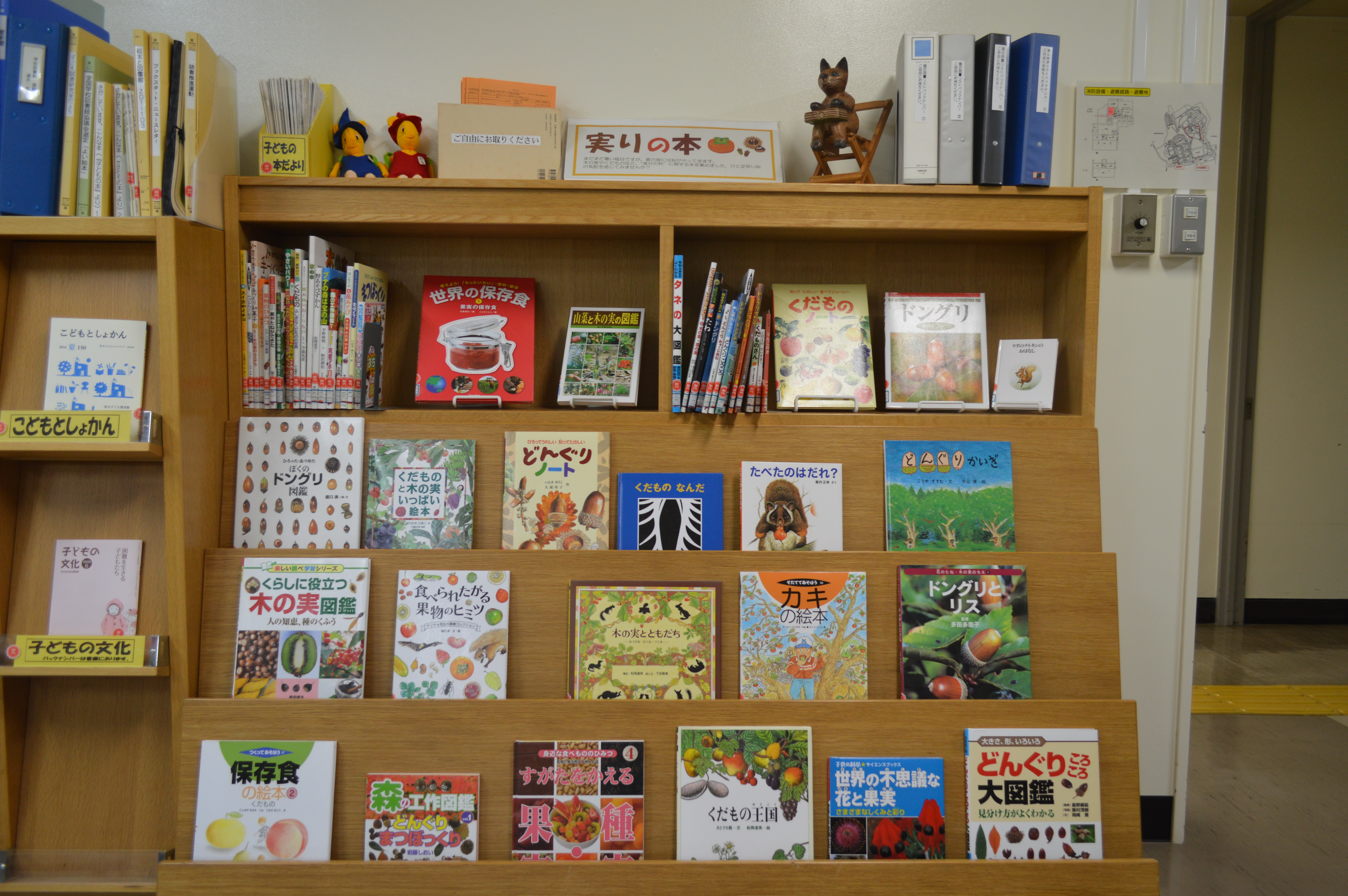
展示架
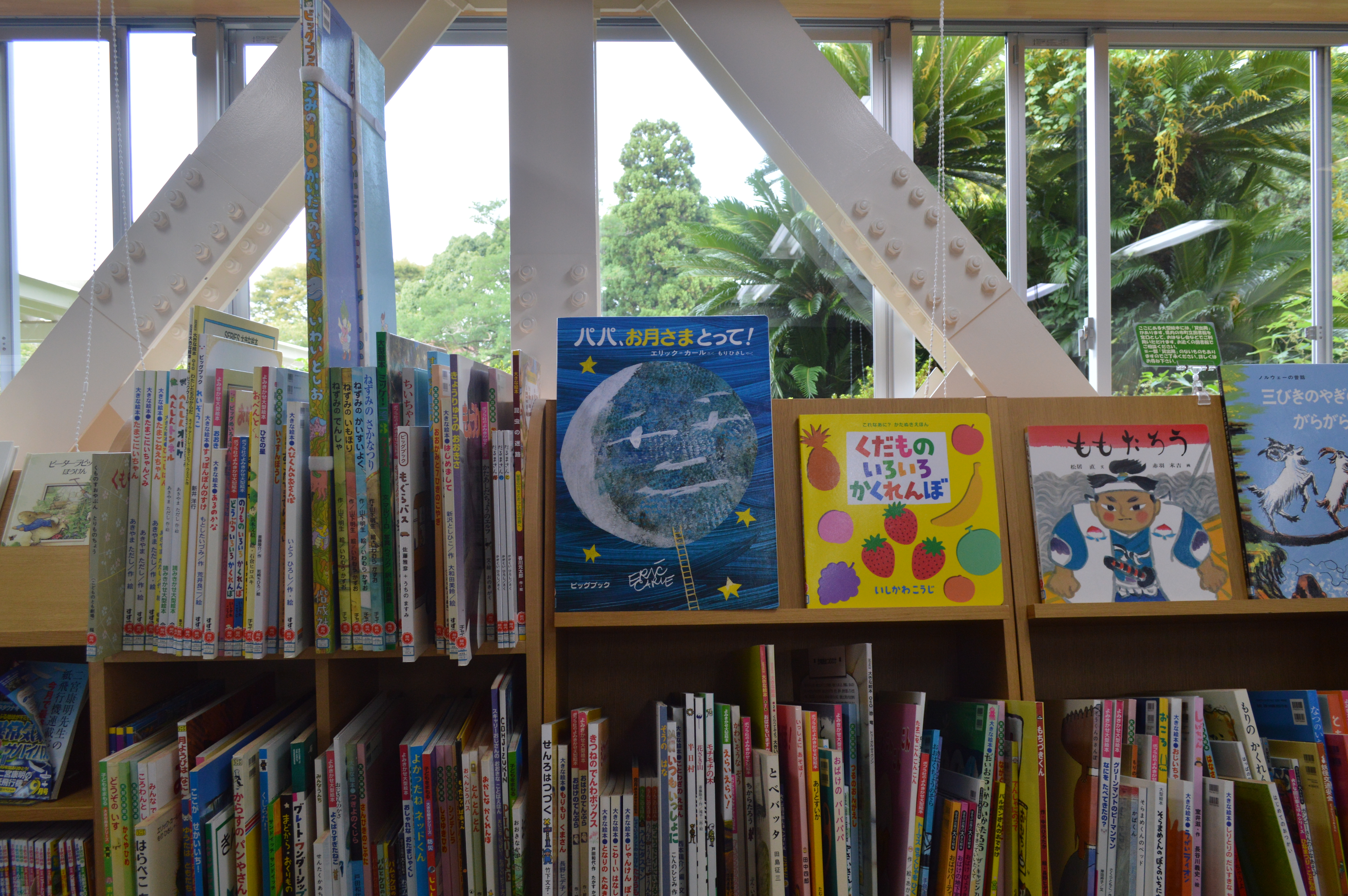
書架
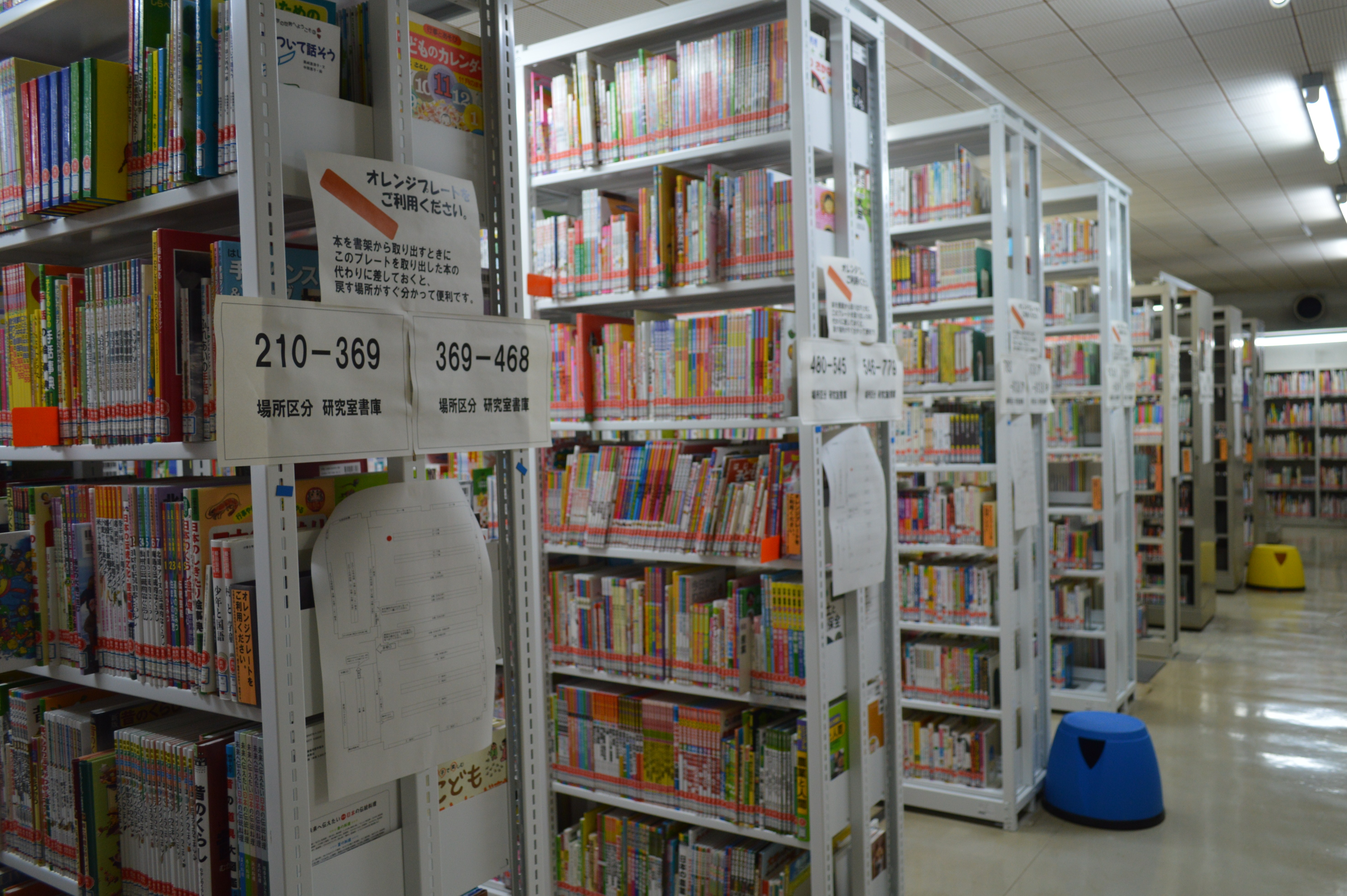
書架

### ふじのくにアーカイブ
静岡県立中央図書館が所蔵する特殊コレクション、地域資料、県内の市町村立図書館所蔵の一部のデジタル画像を検索し、閲覧することができるデジタルアーカイブである。
2010年（平成22年）WEBサイト内で公開していた貴重書コンテンツを、「デジタルライブラリー」として公開した。
2016年（平成28年）静岡市、富士市、袋井市、磐田市の4市の図書館が参加することにより、それまでの「デジタルライブラリー」から名称を変更しリニューアルした。公開されている資料数は597点（2016年3月現在）、今後参加館を拡大していく予定となっている。

### 静岡県図書館大会
静岡県図書館協会、静岡県読書推進運動協議会と共催して毎年開催している。四半世紀にわたり日本一の参加者数で、2006年（平成20年）に1,000人を超え、以後も参加者数を維持しており、2014年（平成26年）12月8日に開催された第22回大会には、1,023人の参加があった。

## 施設概要

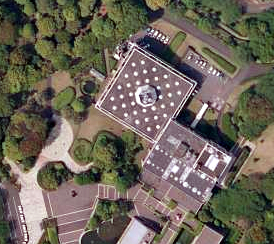
静岡県立中央図書館の航空写真（2009年5月1日撮影）

- 構造：鉄筋コンクリート、地上3階、地下1階[1]

| 3階     | 会議室、中集会室、小集会室A、小集会室B、展示室 |
| 2階     | 講堂、開架閲覧室                               |
| 1階     | 子ども図書研究室、事務室、書庫                 |
| 地下1階 | 書庫、車庫                                     |

- 正面入口から入館して正面に配置されている縦8メートル、横40メートルの壮大な壁画は、1970年（昭和45年）の移転新築時に制作された[62]。作者は東京美術学校卒業の矢橋六郎で、受注からの制作期間は1年、費用は800万円[62]。旧約聖書の「天地創造」をメインテーマに、随所に静岡にちなんだ金木犀、蜜柑の木、茶畑、海が配置され、文化を表現する能面のモチーフも描かれている[63]。

- 改修による長期休館
  - 2002年（平成14年）1月1日－7月31日 地震対策緊急整備工事[15]
  - 2009年（平成21年）7月1日－9月30日 インフォメーション棟の耐震補強工事[50]
  - 2009年（平成21年）10月1日－2010年（平成22年）3月30日 館内の一部を工事のため閉鎖[50]
  - 2012年（平成24年）2月1日－3月15日 閲覧室等の空調設備工事、資料棟屋上の防水工事、防火設備の改修、非常用照明設備工事、分電盤の改修等の大規模改修工事[50]

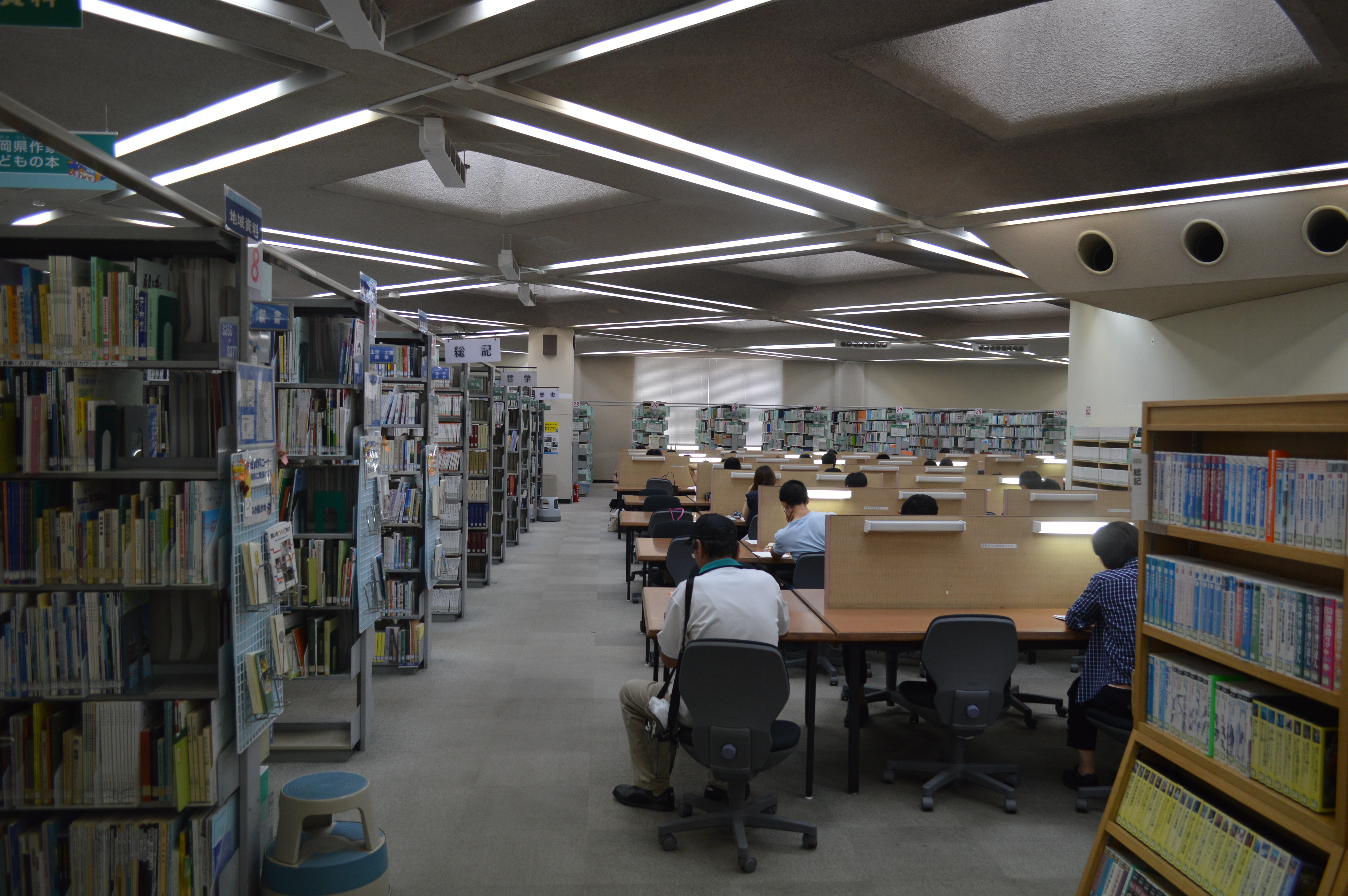
閲覧席
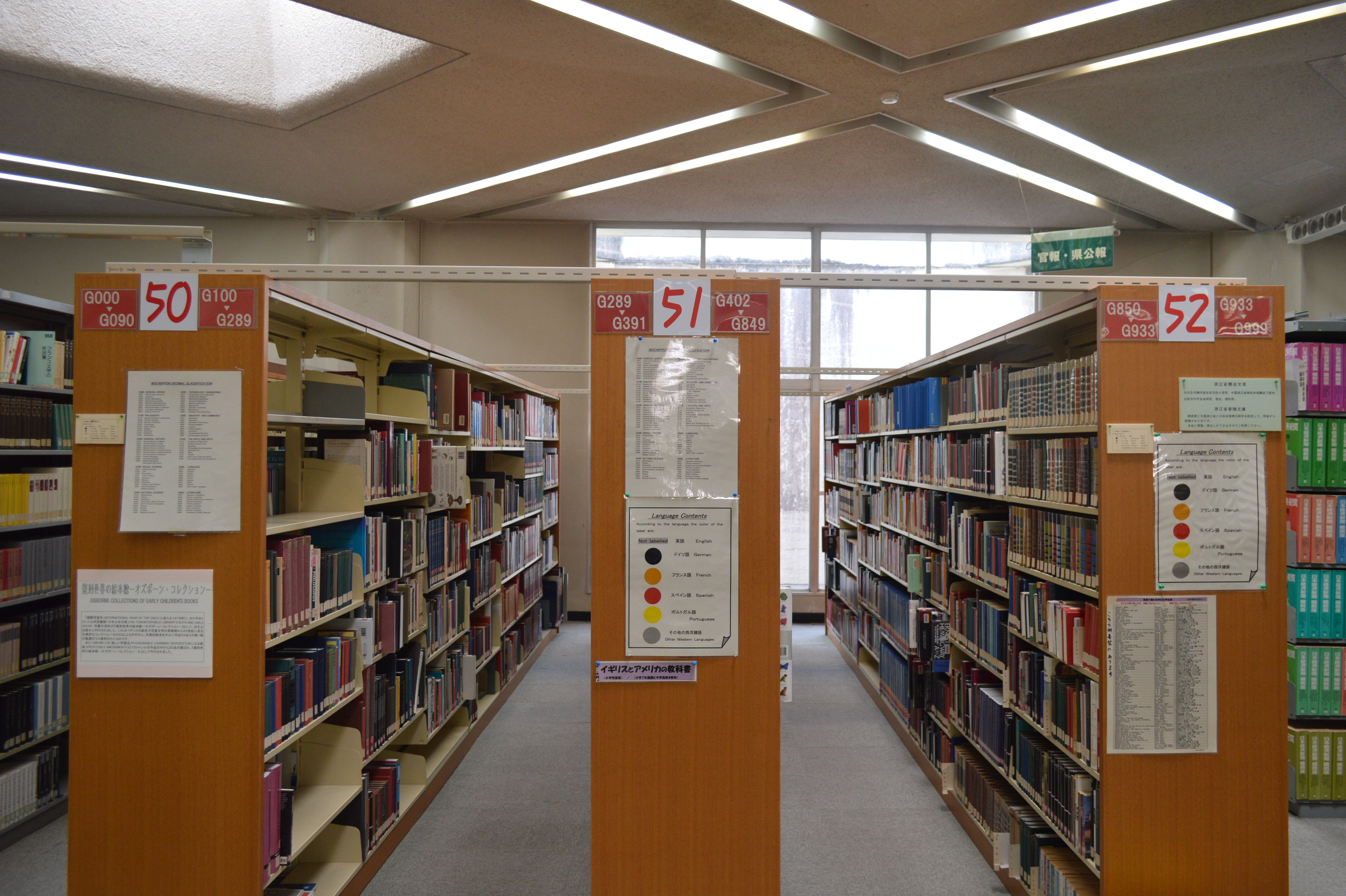
書架
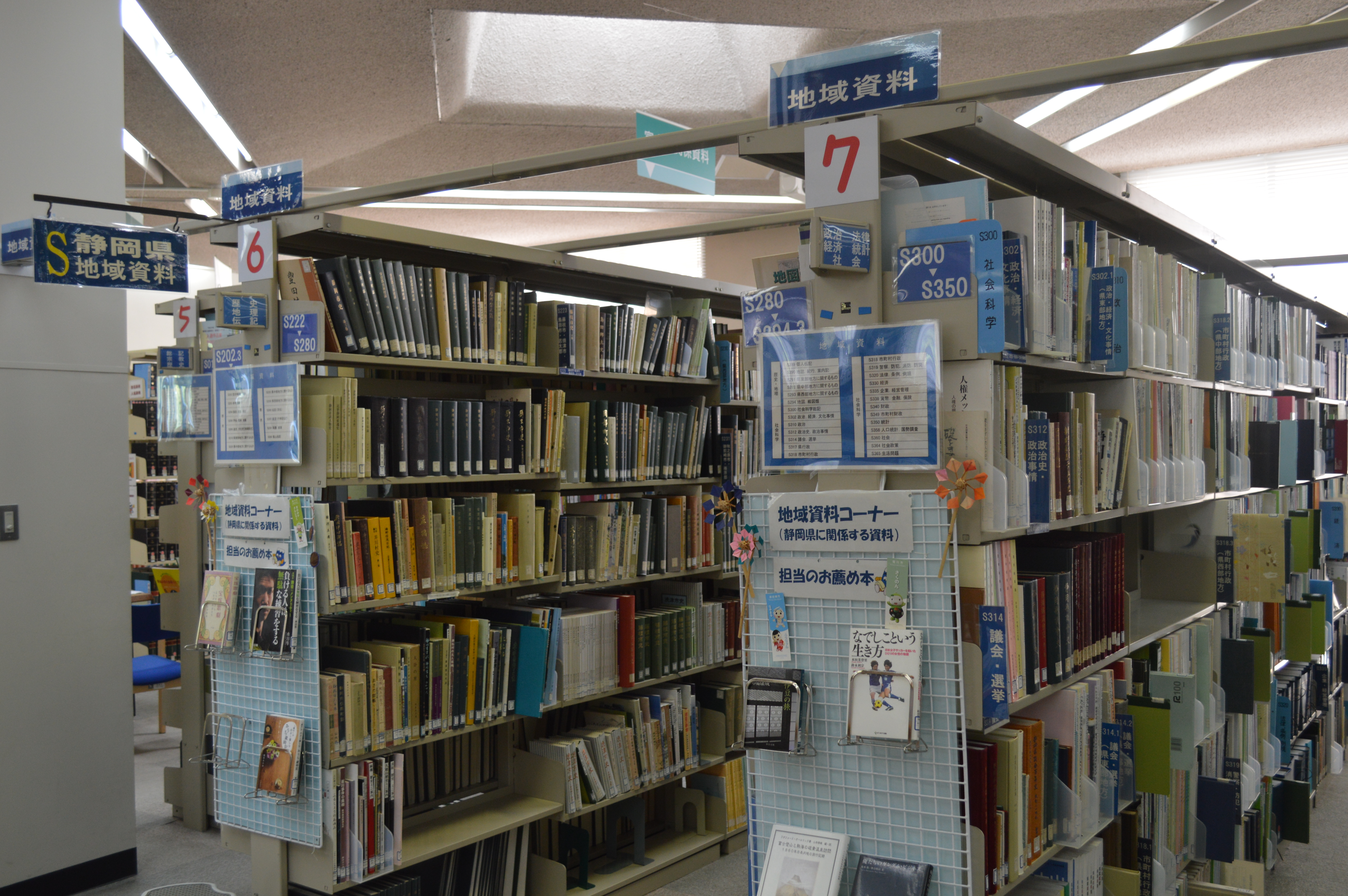
地域資料

## 利用案内

### 開館時間・休館日
- 土・日・月・火曜日、休日[注釈 5]・・・午前9時から午後5時[64]
- 水・木・金曜日（休日を除く） ・・・午前9時から午後7時[64]

- 休館日
  - 毎月第1、第3、第5月曜日（月の末日に当る場合を除く。休日に当たる場合は、翌日以降の休日でない最初の日）[64]
  - 毎月月末（土、日、休日に当る場合は、その前の最も近い土、日、休日でない日）[64]
  - 年末年始 、特別整理期間等[64]

※視聴覚ライブラリーの休館日は上記のほか土・日曜日

### 県内市町立図書館等への資料返却
県立中央図書館で利用登録して直接借りた資料は、県内の公立図書館で返却することができる（静岡市立図書館は除く。ただし、例外的に静岡市立蒲原図書館には返却できる。）。「県立図書館で借りた本を地元の図書館で返却したい」という要望に応え、1999年（平成11年）5月から開始した。

### インターネット予約による市町立図書館等での受取サービス
静岡県立中央図書館の蔵書をインターネットで予約し、県内の一部の市町立図書館等で受け取ることができるサービス。県民に対する直接サービスであり、従来の相互貸借サービスとは異なる。2015年度（平成27年度）からサービスを開始し、2016年度（平成28年度）に新たに受取可能館が増えた。
貸出カードと連絡用のメールアドレスが必要。なお、貸出カードの登録申込は郵送でも受け付けている。
受取が可能な図書館
| 伊東市立伊東図書館、伊東市立伊東図書館、函南町立図書館、三島市立図書館、沼津市立図書館、 富士市立中央図書館、富士宮市立中央図書館、藤枝市立駅南図書館、掛川市立中央図書館、 磐田市立中央図書館、浜松市立城北図書館、県総合教育センター（あすなろ）図書室 |

## 交通アクセス
- JR東海道線草薙駅から徒歩約21分。
- 静鉄県立美術館前駅から徒歩約16分。
- 静鉄草薙駅から徒歩約18分。
- しずてつジャストライン44県立美術館線・47草薙美術館線「県立美術館」停留所から徒歩約4分。（東海道新幹線・JR東海道線静岡駅から44県立美術館行バスで約30分。JR東海道線草薙駅から47県立美術館行バスで約6分。静鉄県立美術館前駅から47県立美術館行バスで約3分。）

草薙駅からは傾斜のある登り坂である。

## 関連施設

### グランシップ県立図書館コーナー
1999年（平成11年）3月、静岡県コンベンションアーツセンター（グランシップ）内に「グランシップ情報ラウンジ・県立図書館コーナー」として開設され、芸術関係の雑誌閲覧や、ビデオテープの貸出を実施していた。その後、名称を「グランシップ県立図書館コーナー」とし、2006年（平成18年）からは絵本のみを配置、「えほんのひろば」という愛称でリニューアルした。約5,000冊の絵本の閲覧と貸出ができる。
- 所在地　・・・〒422-8019　静岡市駿河区東静岡二丁目3番１号
- 開館時間・・・午前9時30分から午後6時[69]
- 休館日　・・・グランシップの休館日に準ずる[69]

### 歴史文化情報センター
『静岡県史』、『静岡県史研究』、『マンガ静岡県史』、『静岡県史料』、県内各市町村史など約7,000点の図書・雑誌資料を閲覧できる。また、明治以降県内で発行された新聞のうち「重新静岡新聞」、「函右日報」、「静岡大務新聞」、「静岡民友新聞」、「静岡新報」などの複製写真も閲覧できる。県史編さんの際に使用した資料・写真は、「県史編さん資料管理システム」で検索することができる。
- 所在地・・・〒420-0853　静岡市葵区追手町9番18号　静岡中央ビル7階[70]
- 開館時間・・・午前9時から午後5時（資料の閲覧請求は午後4時30分まで）[70]
- 休館日　・・・土・日曜日、国民の祝日、年末年始[70]

（特別整理期間中も歴史文化情報センターは通常通り開館）